# Den gamle maya
Den gamle maya er en dansk dokumentarfilm fra 1971 instrueret af Per Kirkeby.

## Handling
Denne artikel mangler et handlingsreferat. Hjælp os med at skrive det.